# Glacier de la Blanche
Le glacier de la Blanche est un glacier de France situé dans les Alpes-de-Haute-Provence, en Ubaye.

## Géographie
Il occupe l'ubac de la tête de l'Estrop, au-dessus des Eaux Tortes, dans le massif des Trois-Évêchés.
Avec les glaciers de Chauvet et de Marinet sur l'ubac de l'aiguille de Chambeyron au nord-est dans le massif de Chambeyron, ils sont les seuls glaciers des Alpes-de-Haute-Provence.

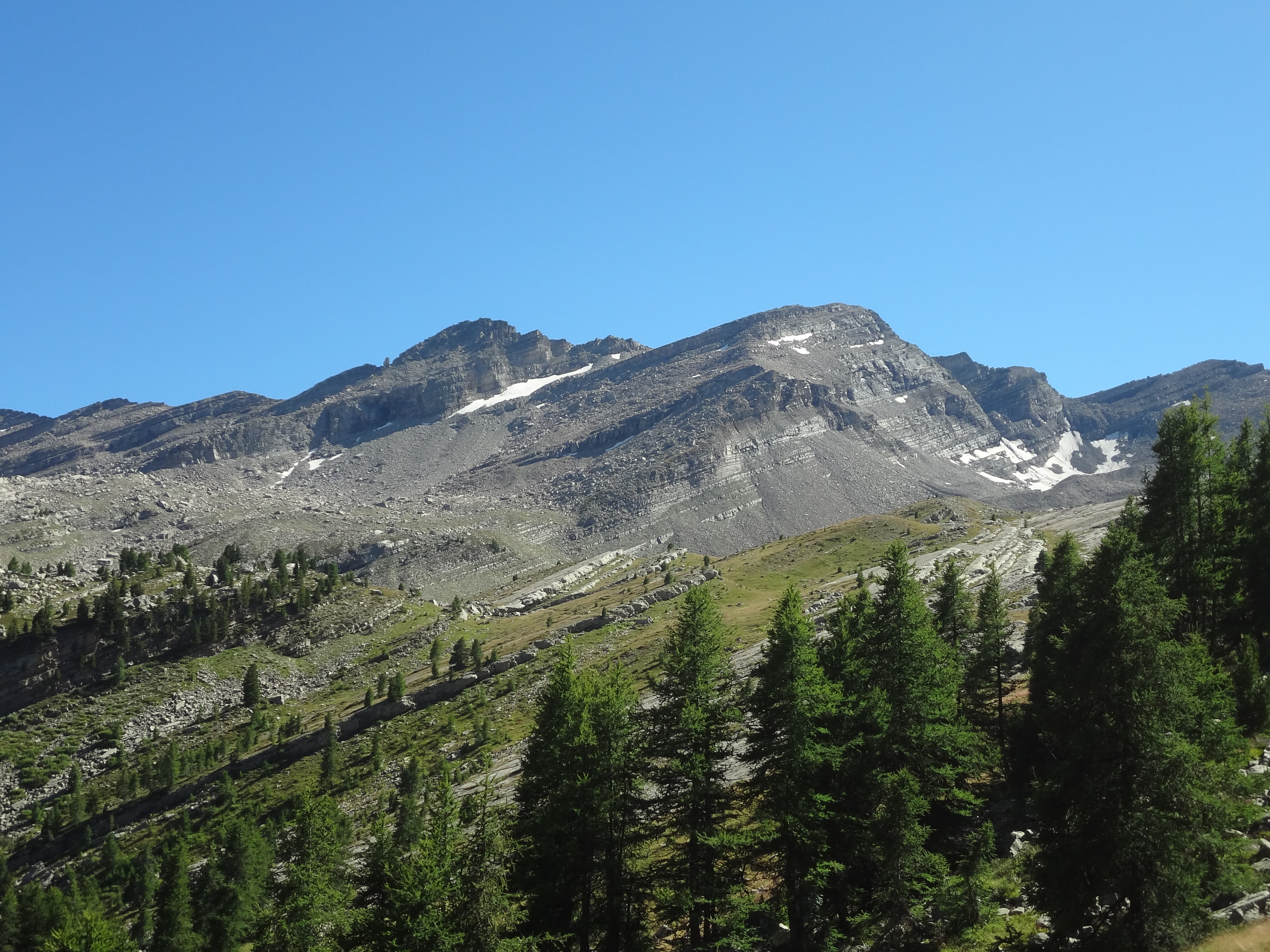
L'ubac de la tête de l'Estrop avec le glacier sur la droite.